# 吉爾斯·馬西
吉爾斯·馬西（Giles Ingram Matthey，1987年11月11日—）是一位澳大利亞演員。他最著名的作品包括在HBO電視劇真愛如血中飾演Claude Crane角色，以及在福斯廣播公司電視劇24中飾演Jordan Reed角色。

## 外部連結
- 吉爾斯·馬西在互联网电影资料库（IMDb）上的資料（英文）